# Zêzere
Der Zêzere ist ein rund 200 km langer rechter Nebenfluss des Tejo in Zentral-Portugal.

Verlauf des Zêzere (hellblau ab dem Stausystem von Castelo de Bode)

## Verlauf
Er entspringt in etwa 1900 m Höhe in der Serra da Estrela, unterhalb des Gipfels Cântaro Magro (Nähe Manteigas).
Auf seinem etwa 200 km langen Weg nach Süden passiert er verschiedene Ausläufer des Iberischen Scheidegebirges und bewaldete Gebiete, speist drei Stauseen, und passiert verschiedene, zumeist kleinere Ortschaften, darunter das bekannte Dorf Dornes. Bei Constância mündet er schließlich in den Tejo.

## Zuflüsse
Der wichtigste Zufluss ist der Rio Nabão, mit einem eigenen Einzugsgebiet von 1056 km².
| Rechte Zuflüsse - Rio Alge - Rio Cabril - Ribeira de Unhais - Rio Nabão - Ribeira de Paul - Ribeira de Pêra | Linke Zuflüsse - Ribeira de Bogas - Ribeira de Rio Caria - Ribeira da Malhadancha - Ribeira da Isna - Ribeira de Meimoa - Ribeira da Sertã - Ribeira de Teixeira |

## Kraftwerke und Stauseen
Flussabwärts gesehen wird der Zêzere durch die folgenden Kraftwerke aufgestaut:
| Kraftwerk       | Betreiber | Max. Leistung (MW) | Stausee         | Oberfläche (km²) | Volumen (Mio. m³) |
| --------------- | --------- | ------------------ | --------------- | ---------------- | ----------------- |
| Cabril          | EDP       | 97                 | Cabril          | 20,23            | 720               |
| Bouçã           | EDP       | 50                 |                 | 5                | 48,4              |
| Castelo do Bode | EDP       | 139                | Castelo do Bode | 32,91            | 1.095             |

## Bedeutung
Der Zêzere ist nach dem Mondego der zweitgrößte in Portugal entspringende Fluss. Er ist mit seinen drei Talsperren und Stauseen Cabril, Bouçã und Castelo do Bode sowohl für die Strom- als auch für die Wasserversorgung von Bedeutung. Insbesondere die 1951 fertiggestellte Talsperre Castelo do Bode, deren Stausee sich von seiner Staumauer bei Martinchel über mehrere Kilometer aufwärts erstreckt, liefert einen Teil des Bedarfes an Strom und Wasser der Hauptstadt Lissabon.
Der Zêzere stellt zahlreiche Wassersportmöglichkeiten, insbesondere an seinen Seen. Zudem gelten die bewaldeten Ufergebiete als Erholungsgebiete. Der Zêzere gilt insbesondere als beliebtester portugiesischer Fluss für den Kanusport.
Nachdem die Wasserqualität des Zêzere bis Mitte der 2000er Jahre für unterdurchschnittlich gut durch das staatliche portugiesische Wasserinstitut INAG (Instituto Nacional da Água) befunden wurde, sind seither eine Vielzahl Maßnahmen zur Anhebung der Qualität durchgeführt worden. Die mittelschweren Beeinträchtigungen durch Schwermetalle entstammen Abwässern der Erzminen im Oberlauf des Flusses. Etwa ab Dornelas do Zêzere nehmen die Belastungen im Wasser des Zêzere merklich ab.
Der Fluss ist namensgebender Bezugspunkt für eine Vielzahl Orte und regionale Organisationen, darunter die Kreisstadt Ferreira do Zêzere.